# Emmetten
Emmetten est une commune suisse du canton de Nidwald.

## Géographie

Vue aérienne (1956)

Selon l'Office fédéral de la statistique, Emmetten mesure 24,93 km2.

## Démographie
Selon l'Office fédéral de la statistique, Emmetten compte 1 206 habitants en 2008. Sa densité de population atteint 48 hab./km².
Le graphique suivant résume l'évolution de la population d'Emmetten entre 1850 et 2008 :